# Chromogenes Verfahren
Als chromogenes oder farbstoffbildendes Verfahren bzw. Farbstoffentwicklung bezeichnet man in der Analogfotografie einen Verarbeitungsprozess zur Entwicklung von Mehrschichtenfilmen mit Farbkupplern.
Die Farbkuppler können sich befinden
- in den Filmschichten (Agfacolor-Verfahren, C-41-Verfahren, Eastman-Color-Verfahren und Perutz-Verfahren) oder
- in den Entwicklerflüssigkeiten (Kodachrome-Verfahren).

Die Farbkuppler reagieren mit dem Oxidationsprodukt des Farbentwicklers zu gelben, magentafarbigen und blaugrünen Farbstoffen in den drei subtraktiven Grundfarben. Nach der Entwicklung bilden die aus den Farbkupplern entstandenen Farbstoffe das Farbbild durch subtraktiven Farbmischung.
In der Regel werden mindestens drei übereinanderliegende, jeweils für Blau, Grün oder Rot sensibilisierte Schichten mit eingelagerten Farbkupplern verwendet.

## Geschichte und Entwicklung
Das chromogene Verfahren wurde von Rudolf Fischer und Hans Sigrist bei der Neuen Photographischen Gesellschaft in Berlin-Lankwitz entwickelt und 1911/1912 patentiert.